# 罗欢
罗欢（2000年3月6日—）来自湖北仙桃，是一名中国女子竞技体操运动员。罗欢3岁时开始练习体操，8岁时来到浙江乐清，在当地体校训练。四年之后，她入选国家队。
2018年8月，由于原本入选雅加达亚运阵容的队友黎琪在赛前训练时受伤，队伍决定让罗欢顶替其参加亚运。她在到达雅加达不到48小时后，便收获女子全能亚军。之后她联同队友在团体赛上摘金，又在高低杠项目上再度摘银。